# فرانسیس تی. مالنی
فرانسیس تی. مالنی (به انگلیسی: Francis T. Maloney) سناتور سابق عضو حزب دموکرات ایالات متحده آمریکا بود. وی در سال ۱۹۳۵ تا ۱۹۴۵ میلادی سناتور ایالت کنتیکت در سنای ایالات متحده آمریکا بود.